# Dia d'Andalusia
El Dia d'Andalusia se celebra el 28 de febrer i commemora el dia de la celebració del referèndum sobre la iniciativa del procés autonòmic d'Andalusia de l'any 1980, que va donar autonomia plena a la comunitat andalusa. Abans de la celebració del referèndum aquest dia s'identificava més amb el 4 de desembre, quan es van celebrar les grans manifestacions autonomistes en 1977.

## Costums
En molts pobles i ciutats es decoren les balconades, on es penja la bandera d'Andalusia en les seves reixes i ganxos, i se celebren concursos de patis andalusos i en els col·legis i instituts canten i toquen a sons de flauta l'himne d'Andalusia. Als col·legis abans del 28 de febrer, es programen diverses activitats per a la commemoració del dia d'Andalusia. Actualment és festa a moltes localitats andaluses. Es menja pa amb oli d'oliva als pobles i ciutats i, sobretot, als col·legis.

## Actes commemoratius

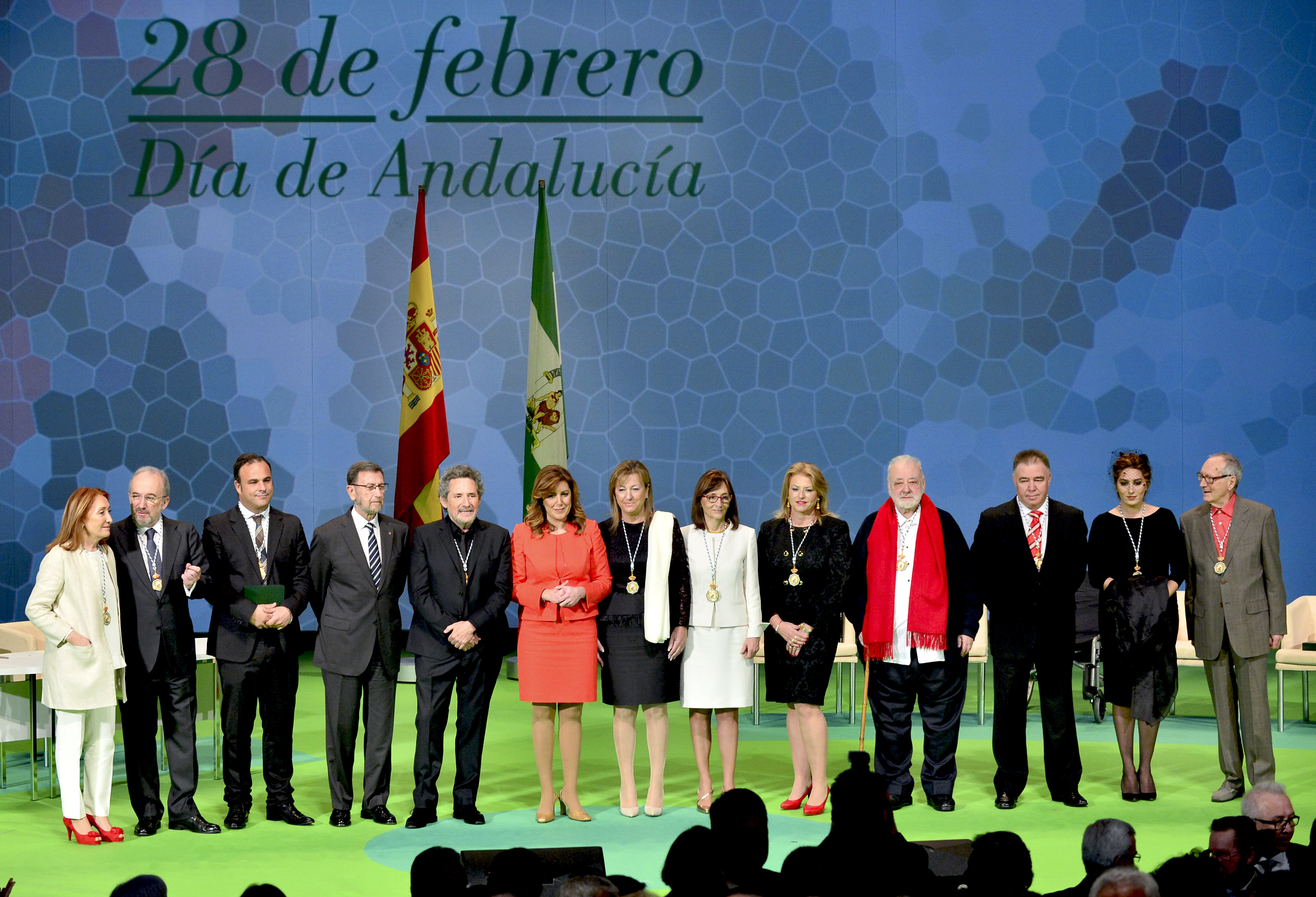
Entrega de Medalles d'Andalusia en 2014 per Susana Díaz, al centre. També es va nomenar Fill Predilecte d'Andalusia a Miguel Ríos. El lliurament va tenir lloc el 28 de febrer, Dia d'Andalusia

Habitualment coincideix amb el lliurament de Medalles d'Andalusia pel govern autonòmic i es nomenen fills predilectes d'Andalusia. També es realitza un hissat de bandera a l'exterior del Parlament d'Andalusia.

### 2007
- 28F Pàgina oficial Arxivat 2007-03-12 a Wayback Machine.
- Discursos del 28F Arxivat 2007-03-20 a Wayback Machine.

### 2006
- 28F Pàgina oficial Arxivat 2007-02-02 a Wayback Machine.
- Discursos del 28F Arxivat 2007-02-02 a Wayback Machine.